# Synothele boongaree
Synothele boongaree là một loài nhện trong họ Barychelidae. Loài này phân bố ờ Tây Úc.